# Анджей Вайда
А́нджей Вітольд Ва́йда (пол. Andrzej Witold Wajda; 6 березня 1926, Сувалки, Польща — 9 жовтня 2016, Варшава, Польща) — польський кінорежисер і кіносценарист, в молодості працював художником. У сезоні 1989/1990 років — художній керівник театру Повєчни у Варшаві. Чотири рази його фільми були номіновані на премію Оскар за найкращий міжнародний художній фільм. У 1989—1991 роках він був сенатором 1-го терміну Речі Посполитої. Кавалер ордена Білого Орла. Єдиний польський режисер — володар «Оскара».
Популярність Вайді принесли фільми ініційовані так званою Польською кіношколою: Канал (1957) і Попіл і діамант, в яких показав часи Другої світової війни. Він виконав екранізацію багатьох літературних творів, таких як Попіл, Береза, Весілля (1972), Земля обітована (1974), Панні з Вілька і Пан Тадеуш (1999). Створив кіно морального неспокою, в якому знімав фільми, вбудовані в соціальні проблеми, викриваючи патології комуністичної системи в польському кіно: Людина з мармуру (1977) та її продовження Людина із заліза (1981), яка була нагороджена Золотою пальмою на 34-му Каннському кінофестивалі 1981 року. Серед останніх досягнень режисера: мученицький фільм «Катинь» та експериментальний «Татарак (2009)». Режисер також ініціював створення кіногрупи «Х», що існувала в 1972—1983 роках, Майстер-школу кінорежисури, створенуї в 2002 році, та власну кіностудію. Його театральна діяльність включала постановку вистав у театрах Гданська, Варшави, Кракова (З роками, з днями ...) та за кордоном.
Його творчість нав'язувала польський символізм та романтизм, була спробою звести рахунки з міфами польської національної свідомості. Його багато разів нагороджували за внесок у розвиток кінематографії, в тому числі в 2000 році він отримав Премію Оскар за за видатні заслуги в кіноматографі. За життєві досягнення він також був нагороджений почесними Золотим ведмедем, Премією «Сезар» та Почесним Золотим Левом.

## Біографія

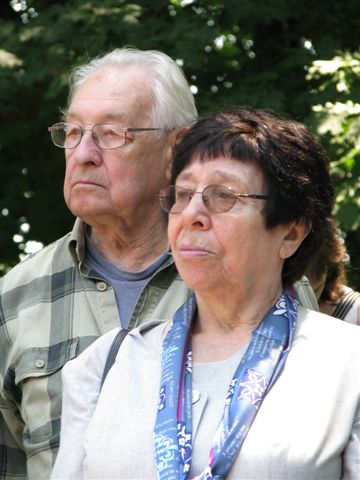
Анджей Вайда та Джоанна Олчак-Ронікієр (2008)

Батька майбутнього режисера, офіцера Війська Польського, було розстріляно у Харкові навесні 1940 року.(див. Катинський розстріл)
У підлітковому віці Анджей був зв'язковим Армії Крайової у Радомі та Варшаві.
Після Другої світової війни допомагав художникам реставрувати костели. 1946 року вступив до Краківської академії мистецтв, але, не закінчивши курсу, перейшов на режисерський факультет Лодзинської кіношколи.
Як сам згадує, в той час на нього сильно впливали роботи французького авангарду та притчі Луїса Бунюеля. Переживши роки війни, став відомий як автор фільмів на воєнну тематику. Таким був його дебют «Покоління» (1955) — про польську молодь, яка змушена була різко подорослішати у воєнні роки (фільм поклав початок «польській школі кіно»), а також наступні картини: «Канал» (1957) і «Попіл і діамант» (1958). Обидві роботи були відзначені на Каннському та Венеційському кінофестивалях.
1975 року виступ Анджея Вайди та Кшиштофа Зануссі на Форумі Кінематографістів у Гданську став поштовхом для заснування течії «кіно морального неспокою». Це було відповіддю на обмеження свободи творчості у зображенні суспільно-політичних проблем.
1981 року вступив до «Солідарності».
1989 — обраний до Сенату Польської Республіки.
З початку 1990-х рр. був членом Ради з питань культури при президентові Польщі.
Є автором сценаріїв більшості своїх картин.
Окрім кінематографа, з кінця 1950-х років працював у театрі.

## Особисте життя
Перебував у четвертому шлюбі з Христиною Захватович, театральним і кіносценографом, дизайнером одягу та акторкою. Від одного з попередніх шлюбів (з відомою кіноакторкою Беатою Тишкевич) має дочку Кароліну, відому кіноакторку.

## Фільмографія
Докладніше: Фільмографія Анджея Вайди

### Повнометражні фільми
- Покоління (Pokolenie, 1954)
- Канал (Kanał, 1957)
- Попіл і діамант (Popiół i diament, 1958)
- Льотна (Lotna, 1959)
- Невинні чародії (Niewinni czarodzieje, 1960)
- Самсон[pl] (Samson, 1961)
- Сибірська леді Макбет[pl] (Sibirska Ledi Magbet / Powiatowa lady Makbet, 1961)
- Кохання двадцятирічних (L'amour à vingt ans, 1962)
- Попіл (Popioły, 1965)
- Все на продаж (Wszystko na sprzedaż, 1968)
- Врата раю (Gates to Paradise, 1968)
- Полювання на мух (Polowanie na muchy, 1969)
- Березняк (Brzezina, 1970)
- Краєвид після битви (Krajobraz po bitwie, 1970)
- Пілат та інші (Piłat i inni, Pilatus und andere — ein Film für Karfreitag, 1972)
- Весілля (Wesele, 1972)
- Земля обітована (Ziemia obiecana, 1974)
- Смуга тіні (Smuga cienia, 1976)
- Людина з мармуру (Człowiek z marmuru, 1976)
- Вимерлий клас. Сеанс Т.Кантора (Umarła klasa. Seans T.Kantora, 1976)
- Без наркозу (Bez znieczulenia, 1978)
- Запрошення всередину (Zaproszenie do wnętrza, 1978)
- Панни з Вілько (Panny z Wilka, 1979)
- Диригент (Dyrygent, 1979)
- З відпливом літ, з відпливом днів (Z biegiem lat, z biegiem dni, 1980)
- Людина із заліза (Człowiek z żelaza, 1981)
- Дантон (Danton, 1983)
- Кохання в Німеччині (Eine Liebe in Deutschland, 1983)
- Хроніка любовних пригод (Kronika wypadków miłosnych, 1986)
- Біси (Les Possédés, 1988)
- Les Français vus par (1988)
- Корчак (Korczak, 1990)
- Перстень з орлом у короні (Pierścionek z orłem w koronie, 1992)
- Страсний тиждень (Wielki tydzień, 1995)
- Панна Ніхто (Panna Nikt, 1996)
- Пан Тадеуш (Pan Tadeusz, 1999)
- Помста (Zemsta, 2002)
- Перерване мовчання (Broken Silence, 2002)
- Катинь (Katyń, 2007)
- Аїр (Tatarak, 2009)
- Валенса. Людина з надії (2012)
- Післяобрази (2016)

### Короткометражні фільми
- Ілжецька кераміка (Ceramika iłżecka, 1951)
- Поганий хлопець (Zły chłopiec, 1951)
- Коли ти спиш (Kiedy ty śpisz, 1953)
- Я йду до сонця (Idę do słońca, 1955)
- Перекладанець (Przekładaniec, 1968)

## Підтримка України
Під час російської інтервенції в Україну у березні 2014 року Анджей Вайда разом з іншими відомими діячами польського театру та кіно: Евою Шикульською, Барбарою Брильською, Єжи Гоффманом, Кшиштофом Зануссі, Войцехом Марчевським, Яцеком Блавутом, Яном Новіцьким виступив з підтримкою українського народу:
| Дорогі українські друзі, у цю важку хвилину хочемо підтримати вас морально і висловити свою солідарність з вами. Боротьба за гідність, незалежність та мир є найбільшою чеснотою. Жоден з нас не може спокійно спостерігати за тим, що зараз відбувається в Україні. Для кожного з нас останні місяці були часом молитви — молитви за вільну та незалежну Україну. Ми пишаємось вашою витримкою та хочемо ще раз підкреслити — ми з вами! |
У 2014 разом з іншими членами членами Європейської кіноакадемії підписав лист на адресу президента Росії, голови Держдуми, директора ФСБ, міністра внутрішніх справ і генерального прокурора Росії, із закликом гарантувати безпеку Олега Сенцова, а також провести об'єктивне і неупереджене розслідування його справи.

## Відзнаки
Творчість режисера відзначено преміями «Оскар» (2000, за заслуги в кінематографі), «Сезар», «Фелікс», а також низкою інших престижних міжнародних премій в Японії, Італії, Греції.
Почесний доктор (доктор honoris causa) Ягеллонського, Варшавського, Лодзького, Гданського, Опольського та Вашингтонського університетів.
Почесний громадянин Лодзі та Радома.
Кавалер ордена Почесного легіону (2001), офіцер Почесного легіону (1982), командор Ордену Мистецтва та Літератури (всі — Франція), кавалер Великого Хреста Ордена Відродження Польщі (1999), Офіцерського Хреста Ордена Відродження Польщі (1964), Кавалерського Хреста Ордена Відродження Польщі (1964), ордену «Будівників Народної Польщі», ордену Прапора Праці (1975) (всі — Польща), ордену Ранкового Сонця (Японія, 1995), Великого Хреста Заслуги Ордену Заслуги (ФРН, 2001), офіціал Ордену Заслуги Італійської Республіки (2000), кавалер Ордену Дружби (Росія, 2010), орденів Угорщини, Болгарії, Хорватії, Латвії, Естонії.
15 квітня 2008 р. Президент України Віктор Ющенко нагородив Анджея Вайду орденом князя Ярослава Мудрого V ступеня за визначний особистий внесок у розвиток українсько-польського культурного співробітництва, багаторічну плідну творчу діяльність на ниві утвердження ідеалів гуманізму у кіномистецтві.

## Переклади українською
- Анджей Вайда. Кіно і решта світу / Переклад з польської Віри Авксентьєвої. — К.: Етнос, 2004.
- Рецензія: Пізнюк І. Переклад(ач) і решта світу // Кур'єр Кривбасу. — 2009. — № 236-237. — С. 371—381.)